# Фриман, Абрам Яковлевич
Абрам Яковлевич Фриман (29 июля 1923, с. Маячка (ныне Генический район, Херсонская область) — 23 января 1975, Запорожье, УССР) — украинский советский журналист, прозаик. Лауреат Национальной премии Украины имени Тараса Шевченко (1977, посмертно).

## Биография
Участник Великой Отечественной войны. Во время войны находился на фронте, после ранения и тяжелой контузии вернулся в Запорожье.
С 1945 года работал заведующим отделом в газете «Большевик Запорожья», переименованную сначала в «Запорожская правда», затем — «Индустриальное Запорожье». В 1948—1950 годах был специальным корреспондентом на Днепрострое.
Первые профессиональные успехи в области журналистики пришли к нему во время работы в выездной редакции на «Запорожстали»: вместе с коллегами освещал ход восстановления металлургического гиганта. Одновременно с работой, отнимавшей всё время, Аб. Фриман постоянно учился. Занимался самообразованием, читал много научной литературы, на практике изучал нелегкую профессию журналистики.
В 1961 году заочно окончил Московский университет. Кандидат филологических наук с 1970 года.
В 1977 году за книгу очерков «Днепровские огни» (в соавт.) стал лауреатом Национальной премии Украины имени Тараса Шевченко.

## Избранные произведения
- Днепровские огни : Как из руин и пепла был поднят после войны Запорожский индустриальный комплекс / А. Клюненко, В. Репин, А. Фриман, А. Шерстюк, И. Щербак.- К.: Политиздат Украины, 1976.